# Bolsterlang
Bolsterlang est une commune allemande de Bavière située dans la circonscription de la Souabe.